# Team Ecuador
Team Ecuador is een Ecuadoraanse wielerploeg. De ploeg bestaat sinds 2014. Team Ecuador komt uit in de continentale circuits van de UCI. Melchor Mauri is de manager.

## Seizoen 2014

### Renners
| Naam                                      | Geboortedatum     | Nationaliteit | Ploeg 2013           |
| ----------------------------------------- | ----------------- | ------------- | -------------------- |
| Julio Alberto Amores (vanaf 25-3 tot 4-8) | 12 maart 1993     | Spanje        | Neo, Caja Rural      |
| Antonio Cabello                           | 5 januari 1990    | Spanje        | Team UKYO            |
| Jonathan Caicedo (vanaf 25-3)             | 28 april 1993     | Ecuador       | Neo                  |
| Isaac Carbonell                           | 6 augustus 1994   | Spanje        | Neo, Caja Rural      |
| Higinio Fernández                         | 6 oktober 1988    | Spanje        | Neo, Lizarte         |
| Alberto González (tot 4-8)                | 25 juli 1991      | Ecuador       | Neo                  |
| Byron Guamá                               | 14 juni 1985      | Ecuador       | Movistar Team        |
| Pablo Hidalgo                             | 16 juli 1987      | Ecuador       | Neo                  |
| Jorge Luis Montenegro                     | 26 september 1988 | Ecuador       | Neo                  |
| Segundo Navarrete                         | 21 mei 1985       | Ecuador       | Neo                  |
| Leonidas Novoa (tot 4-8)                  | 6 november 1992   | Ecuador       | Neo                  |
| Carlos Quishpe                            | 21 juli 1991      | Ecuador       | Neo                  |
| José Ragonessi                            | 11 december 1984  | Ecuador       | Neo                  |
| Sebastián Rodríguez                       | 14 juni 1994      | Ecuador       | Neo                  |
| Jaime Rosón (tot 4-8)                     | 10 januari 1993   | Spanje        | Neo, Caja Rural      |
| Jaume Rovira                              | 3 november 1979   | Spanje        | Neo, Hemus 1896      |
| Jordi Simón                               | 6 september 1990  | Spanje        | Neo, Coluer Bicycles |
| Albert Torres                             | 26 april 1990     | Spanje        | Neo, Atika-Asmeval   |
| Henry Velasco                             | 17 november 1992  | Ecuador       | Neo, Caja Rural      |

### Overwinningen
Ronde van Alentejo
1e etappe: Byron Guamá
Pan-Amerikaanse kampioenschappen
Wegrit, Elite: Byron Guamá
Tour des Pays de Savoie
2e etappe: Jordi Simón
3e etappe: Jordi Simón
Ecuadoraanse kampioenschappen
Tijdrit, Elite: José Ragonessi
Wegrit, Elite: Byron Guamá